# 林田烈
林田烈（1906年11月24日—1988年），又名林殿烈，台湾台北人，中华人民共和国政治人物，台湾民主自治同盟第三届总部理事会常务理事，第五、六届全国政协委员。